# Vinter-Eventyr
Vinter-Eventyr (eng. Winter's Tales) er en novellesamling af Karen Blixen fra 1942. De elleve fortællinger, som for det meste foregår tilbage i 1800-tallet, har gerne eventyrets usandsynlige handlingsforløb, samt mange træk tilfælles med teaterstykker. De har ofte en tragisk-vemodig tone, i stil med Blichers noveller, men er også inspireret af Shakespeares skuespil The Winter's Tale.
Efter de aristokratiske temaer i Syv fantastiske Fortællinger (1934) og den selvbiografiske Den afrikanske Farm (1937) vendte Karen Blixen i Vinter-Eventyr hjem til danske landskaber og miljøer, og til en dansk litterær form.[kilde mangler]
Vinter-Eventyr er optaget i Kulturministeriets kulturkanon.

## De elleve fortællinger
Herunder følger sammendrag af handlingen i de elleve fortællinger.

### Skibsdrengens Fortælling
Den spinkle skibsdreng Simon opdager en dag under sejlads i Middelhavet oppe i skibsmasten en flaksende vandrefalk, hvis fødder er blevet viklet ind i noget tovværk. Han kravler op og hjælper fuglen fri, men når at blive bidt i fingeren, inden han slipper fuglen løs.:5-6 
Pludselig knugede han Drengen tæt ind til sig, som en Bjørn, der bærer et Lam bort, og kyssede ham midt paa munden. Den afskyelige Fornemmelse af mandlig Legemsvarme, og den vældige Krops Vægt, gjorde den magre Dreng vild af Skræk og Modbydelighed. Han tænkte paa Nora, der nu ventede paa ham bag Gærdet, et slankt lille Skib i den disede Luft, og paa sig selv, midt i et laaddent Dyrs hede Omfavnelse.
To år senere er Simon, nu som letmatros på et andet skib, på besøg på sildemarkedet i Bodø i Nordnorge. Under en gåtur i byen møder Simon pigen Nora, som begynder at flirte med ham. Simon tilbyder pigen den appelsin, han netop har købt, mod at få et kys af hende. Hun indvilliger, men de to forstyrres i det samme af hendes far, og de aftaler at mødes den følgende aften. Næste aften møder Simon på sin vej til Nora nogle russiske søfolk, og blandt dem en kæmpestor og beruset mand, som gør tilnærmelser til Simon, mens han holder ham i et jerngreb og ikke vil lade ham gå. Simon føler sig krænket af den fulde kæmpe, og det lykkes ham at finde sin lommekniv frem og stikke ham, faktisk så han dør af det. I det samme dukker den fuldes kammerater op, og Simon må tage flugten. Lidt senere står han pludselig igen foran Nora, og fortæller hende, han har slået en mand ihjel for at kunne overholde sin aftale med hende. Nora nægter at skjule ham for forfølgerne, men giver ham et lidenskabeligt kys og lover ham evigt troskab. Simon flygter nu videre, stadig med blodige hænder efter knivstikkeriet, og kommer ind et sted, hvor der spilles og danses. Her bliver han opsøgt af den gamle same-kone Sunniva, som kalder ham sin søn og tager ham med hjem og klæder ham i sametøj. Lidt efter banker Simons forfølgere på døren, og Simon, der føler sig skyldig, vil overgive sig til dem. Men Sunniva tager hans kniv og stikker sig i fingeren, så der kommer blod på hendes skørt. Hun lukker forfølgerne ind og forklarer, at blodet skyldes hun skar sig af forskrækkelse over forfølgernes larmen og banken. Forfølgerne går igen, og Simon er frelst. Da han spørger, hvorfor samekonen hjalp ham, fortæller hun at samer har særlige evner, og at hun var den vandrefalk, han befriede fra tovværket dengang i Middelhavet, og at de to nu er kvit.:6-15 

### Den unge Mand med Nelliken
Den unge forfatter Charlie Despard ankommer til et hotel i Antwerpen, hvor han skal mødes med sin skønne unge kone Laura. Han er imidlertid nedtrykt, og bange for, den nye bog, som han er ved at skrive, ikke kan indfri sine læseres forventninger, efter hans succesrige debut. Han er troende, men føler at Gud har forladt ham, fordi han alligevel ikke er nogen stor kunstner. Hans kone sover, da han ankommer til deres værelse, men selv kan han ikke falde til ro og ligger søvnløs. Da hører han nogen prøve at åbne den låste dør til værelset, og går ud på gangen for at undersøge. Under en lampe står en ung velklædt mand med en nellike, og med et ansigtsudtryk der stråler af lykke, men også forbavselse. Charlie indser nu, han selv engang var ligeså lykkelig som ham med nelliken, men at hans succes hos anmeldere såvelsom læsere, foruden sin kone, har ført ham bort fra lykkens vej. Charlie beslutter sig for at forlade sin kone og tage hyre på et skib for at komme ud i verden og finde lykken. Inden han forlader sin sovende kone, skriver han et kort afskedsbrev.:16-23 
Jeg vil sætte Fjendskab […] mellem Forfatteren og hans Publikum, og mellem hans Sæd og deres Sæd. Han skal knuse deres Hæl, men de skal knuse hans Hoved.
På havnen møder han nogle søfolk, som inviterer ham på værtshus, hvor Charlie beværter dem med rom, mens de fortæller historier fra de syv have. Selv fortæller han et eventyr om en ung engelsk adelsdame, som efter et skibsforlis, hvor hun sejlede rundt i ni dage i en redningsbåd med en letmatros, nu bruger al sin tid på at rejse verden rundt for at samle på ”gammelt, sjældent, blaat Porcelæn”. Hun søger en særlig blå farve, men i mange år uden held. Så en dag står hun pludselig med en gammel kinesisk krukke med den helt rigtige blå farve. Hun er henrykt og glad og lettet, og kort tid efter dør hun.:23-31 
Det er blevet morgen, da Charlie vender tilbage til hotellet, hvor hans kone er i gang med morgenmaden. Da de senere går op på værelset, står møblerne ikke som han husker dem, og det går op for Charlie, han den foregående aften er gået ind på det forkerte værelse, og har delt seng med den unge mand med nellikens udkårne. Hans tanker kredser om den ungdom og kærlighed, han således har forstyrret, og hans kone spørger, om han tænker på at skrive en kærlighedsroman. Nu dukker Gud op og spørger også Charlie, om han har tænkt sig at skrive en kærlighedsroman. For Gud vil have, Charlie fortsætter med at skrive, og vil gøre en pagt med ham: ”Jeg vil ikke maale dig større Ulykker ud, end du netop behøver for at skrive dine Bøger.”:31-37 

### En Historie om en Perle
I sommeren 1863 gifter den unge garderofficer Alexander sig med Jensine, en smuk og frodig datter af en velhavende københavnsk købmand. Folk i byen regner med, at han har giftet sig til penge, mens hun har giftet sig til et fint navn, men de to unge er faktisk stærkt tiltrukket af hinanden. De nyder i fulde drag hinanden på deres bryllupsrejse til de norske fjelde, men det slår bruden, at hendes mand er ganske frygtløs, i en grad så det skræmmer hende. På deres fælles vandreture i de stejle fjelde giver hun sig til at gå tæt på afgrunden, for at se om han reagerer med frygt. Det gør han ikke.:38-43 
I bryllupsgave har Jensine fået et perlehalsbånd med 52 perler, som har tilhørt Alexanders bedstemor og som han til gengæld er meget øm over. En morgen dagen inden de nygifte skal rejse tilbage til København går halsbåndet ved et uheld i stykker. Jensine bringer perlerne hen til den lokale skomager, som lover at samle halsbåndet igen til næste dag. På vej tilbage møder hun en lille, tyk mand - Henrik Ibsen er det faktisk - som fortæller hende, at skomageren er en mand med mange talenter inden for eventyr og viser, en mand som engang drømte om at blive ”en lærd Mand og Digter”, men som altså endte som skomager. Da Jensine næste dag, lige inden de skal rejse, får sin halskæde tilbage, nægter hun at tælle perlerne for at se om de er der alle sammen, selv om Alexander insisterer. Det er først nogle dage senere, da de er tilbage i et København, hvor rygterne om krig i Slesvig svirrer, at Jensine finder kæden frem og tæller perlerne. Der er 53 perler, heraf én ganske stor, og det viser sig at denne perle er ligeså værdifuld som alle de øvrige tilsammen. For at få løst denne gåde skriver hun brev til den norske skomager. Der går nu nogle uger med flere krigsrygter, og kong Frederik bliver syg. Jensine spørger Alexander, om han tror der bliver krig. Ja, siger han, og fortsætter med at spørge, om hun er bange for krigen, og om det vil være hende nogen trøst at vide, at hvis Alexander falder, så vil det være ham en ”Trøst at tænke paa, at jeg har kysset dig lige saa tit, som du har givet mig Lov”. Det sidste kan Jensine ikke svare på.:43-51 
En morgen kommer der brev fra skomageren. Han forklarer, han har indsat den ekstra perle, som han havde tilovers, som en lille overraskelse, og fordi han synes, den hellere skulle være hos en ung smuk dame end hos ham. Jensine føler sig nu som en tyv, pga den ekstra perle, men opdager samtidig, at dette er uden betydning for hende, ligesom også hendes mand og krigen i virkeligheden er uden betydning. Det eneste som betyder noget er perlerne, for de vil også være her om hundrede år, hvor en ung mand vil give sin kone perlehalsbåndet og fortælle hende dets historie.:51-53 

### De standhaftige Slaveejere
En russisk general og en engelsk aristokratisk dame, begge oppe i årene, tilbringer sommeren 1875 på et kurbad i Baden-Baden, hvor også befinder sig den unge danske godsejer Axel Leth. Nu ankommer i selskab med sin guvernante en seksten-syttenårig yppig skønhed ved navn Mizzi, som trods det at guvernanten klæder hende i børnetøj straks ved sin udstråling, og sin rosenrøde mund, tiltrækker sig alles opmærksomhed, inklusive Axel, som bliver forelsket, og fascineres af Mizzis vane med, uden påviselig grund, at rødme dybt. Hun er tydeligvis af fin familie, vant til at være omgivet af tjenestefolk, og generalen får opsporet, at hendes far ynder at bruge sine penge på casioner. Axel er en mand, som går ind for frihed, fremskridt og retfærdighed, og han fornemmer, at hvis de to gifter sig, vil det være ham imod at skulle omgive hende med alle de tjenestefolk, hun forventer. Her vil, tænker Axel, hendes to andre bejlere på kurbadet, en hollænder og en neapolitaner, givetvis have færre skrupler.:54-63 
Lørdag aften er der bal på kurhotellet, og Axel danser med Mizzi, og er fortryllet og henrykt, lige til den engelske dame lidt senere fortæller, at Mizzi og guvernanten rejser om tre dage. Nedtrykt går Axel næste dag tur ud til et lille lysthus på en klippetop i nærheden, hvor han sætter sig øverst oppe for at skrive brev til Mizzi og fri til hende. Pludselig hører han stemmer under sig, og bliver klar over, det er Mizzi og guvernanten, som i virkeligheden er Mizzis storesøster Lotti. Mizzi græder, og beklager situationen: deres far har spillet alle sine penge bort, og de to søstre må nu klare sig selv, uden tjenestefolk. Og dette må endelig ikke komme Mizzis bejlere for øre. Lotti mener dog godt, at Axel kan tåle at få det at vide, men hertil svarer Mizzi, at ham vil hun i hvert fald ikke have, så hellere dø. Da Axel er kommet sig over den udtalelse, minder synet før af de to tragiske og sammenknugede søstre under ham om den romerske Laokoon-statue, og han er glad for, det er ham og ikke Mizzis andre bejlere, der nu kender sandheden.:64-69 
Axel forstod og erkendte i denne Time, med Paraplyen højt hævet i sin Haand, - og næsten med Andagt, fordi han i Øjeblikket selv var i Livré, - at Slaveejerens Afhængighed af hans Slave er stærk som Døden, og frygtelig som Helvede. Slaven holder sin Herres Tilværelse i Haanden, som han holder hans Paraply.
Næste morgen, mens hele hotellet er med Mizzi på afskeds-skovtur, rejser Axel fra hotellet og til Stuttgart, hvortil Mizzi og hendes søster har sagt de agter sig. Her køber han et komplet udstyr for en herskabstjener, inklusive høj hat med kokarde i Mizzis families farver. Dernæst går han hen på teatret, hvor han fra et tidligere besøg kender kostumier’en. Axel bliver her sminket tredive år ældre, og iklædt sit herskabstjenerkostume tager han nu tilbage til kurhotellet, efter i Stuttgart at have bestilt hotelværelser og middag næste aften til to damer fra Baden-Baden. På kurhotellet præsenterer han sig for portieren som Mizzis tjener Frantz, og beder ham lade hende vide, han er ankommet. Straks efter kommer Mizzi ned, og stivner på trappen, som om hun har set et spøgelse, ved synet af denne bedrager, som udgiver sig for at være hendes tjener Frantz. På togturen til Stuttgart får Axel under et ophold på en station lejlighed til at holde Mizzis paraply for hende, og oplever her hvordan hun accepterer denne bedrager som sin tjener, fordi hun er den hun er i kraft af sine tjenestefolk. Men hun og søsteren frygter, at bedrageren vil fortsætte med at forfølge dem, og stor og synlig er deres lettelse, da tjeneren spørger, om de har noget imod, han samme aften rejser videre, for at forberede deres hjemkomst. Lige inden han forlader hotellet, overrækker Mizzi Axel et brev, hvori ligger en rose.:69-77 

### Heloïse
Den unge engelske religionsfilosof Frederick Lamond rejser i 1870 til Berlin for dér at skrive en afhandling. Han er indadvendt, har kun få venner og tilbringer i stedet megen tid på kunstmuseer, sammen med malerier af bibelske personer. Nu rykker udbruddet af den fransk-tyske krig nærmere, og Frederick, der håber på fransk sejr, begiver sig mod Frankrig. Han når dog kun til byen Saarburg ved grænsen til Luxembourg, hvor han på gæstgivergården træffer franske flygtninge på vej hjem. Lidt efter ankommer en fornem fransk dame ved navn Heloïse med sin kammerjomfru. Heloïse er en smuk, ung og særdeles velklædt kvinde, som udstråler en ro og autoritet, som får de øvrige forskræmte flygtninge til at slappe af i hendes selskab. Frederick er betaget af hende, og drømmer i smug om hendes krop.:78-81 
Nu ankommer tysk militær til byen, og flygtningene arresteres, anklages for spionage og afhøres. Den overlegne forhørsleder møder dog i Heloïse sin mentale ligemand, og med de andre flygtninge som nervøse vidner kommer det til en voldsom konfrontation mellem de to: forhørslederen tilbyder flygtningene frit lejde, hvis Heloïse vil afhente sit rejsepas i bar figur. En fortørnet Heloïse beder forhørslederen i stedet spørge de andre om dette. De andre flygtninge svarer nu alle nej til at lade sig redde mod at ofre Heloïse, hvorefter de alle føres ned i gården, med trussel om henrettelse. Lidt senere bliver de dog alle sluppet fri og får tilladelse til at tage til Luxembourg, mens Heloïse får overrakt en buket roser af tyskerne og bliver kaldt heltinde. På turen mod grænsen kører Frederick og Heloïse sammen i intens og øm tavshed. På jernbanestationen skilles Frederick fra Heloïse og de øvrige og begiver sig mod England.:82-88 
Syv år senere er Frederick i Paris for at skrive en ny bog og besøge en ven, og en aften inviterer vennen ham på varieté, for at ”se Heloïse”. I forestillingen optræder mange smukke unge letpåklædte piger, foruden jagtgudinden Diana, som er meget smuk og ganske nøgen, og som Frederick genkender som den Heloïse fra Saarburg. Efter forestillingen mødes vennen og Frederick med Heloïse, og de to sidste stirrer længe hengivent på hinanden. De mindes det dramatiske forhør dengang, og Heloïse fortæller Frederick, at hun tror at hvis de andre flygtninge var blevet spurgt i enrum, ville de have været knap så tapre, og have ladet forhørslederen få sin vilje med Heloïse, men ville så til gengæld have haft dårlig samvittighed lige siden. Dette gør nu i Fredericks øjne Heloïse til en endnu større heltinde.:88-93 

### Det drømmende Barn
Engang i midten af 1800-tallet flytter en ung kvinde fra fattige nordsjællandske kår ind til København. Her får hun en søn, men faderen forsvinder, efter at have givet hende 50 rigsdaler, og selv dør hun kort tid efter. Sønnen Jens overlader hun kort før sin død, sammen med pengene, til en gammel vaskekone ved navn madam Mahler, som bor i en mørk baggård i det fattige Adelgade-kvarter. Vaskekonen får jævnligt besøg af jomfru Ane, en gammel veninde, som er sypige og i sine unge dage syede for velhavende damer. Ane drømmer sig ofte tilbage til disse herlige dage, og Jens, som har en anelse om, at han egentlig ikke hører til hos vaskekonen, lytter ivrigt til hendes fortællinger. Ane nyder at fortælle, og Jens drømmer om, han i virkeligheden har en mor og far, som bor i sådan et fint hus, som dem Ane fortæller om.
Da Jens er seks år gammel, dør jomfru Ane. Samtidig er de 50 rigsdaler ved at være brugt, og madam Mahler lader nu Jens hjælpe til med vasketøjet.:94-98 
Ikke langt derfra, i den fine Bredgade, bor på samme tid det unge ægtepar Jacob og Emilie Vandamm, hvis ægteskab har været bestemt fra de var børn, da de er fætter og kusine fra den samme rige skibsrederfamilie. Emilie var dog for år tilbage forelsket i en ung søofficer ved navn Charley Dreyer, som imidlertid opførte sig upassende over for hende en aften inden han skulle sejle bort, idet han bad om at måtte sove hos hende om natten. Trods denne taktløshed, som umuliggjorde deres forhold, glemmer hun ham aldrig. I stedet gifter hun sig med sin Jacob, og de to er lykkelige, om end barnløse, hvilket på sigt vil give problemer mht. arvefølgen i rederiet. Da derfor Jacob efter nogle år foreslår sin kone, at de adopterer et barn, afviser hun det først kategorisk. Men da han et halvt år senere spørger hende igen, er hun pludselig ikke nær så afvisende.:99-104 
Det var denne magnetiske Egenskab hos Barnet, som fra først af havde faaet Jacob til, efter et eneste Møde, at udse ham til sit gamle, hæderkronede Firmas Arving, og den samme, som nu gjorde Emilie angst for at være alene i Stuen med ham.
En dag er Jacob i sin hestevogn på vej gennem Adelgade-kvarteret, da han kommer til at påkøre en dreng med en trillebør med vasketøj, så drengen bliver slået til blods og vasketøjet bliver snavset. Drengen er Jens, og under sit besøg hos madam Mahler, hvor kan kompenserer hende for tabene, fatter Jacob interesse for drengen, som han synes ligner Emilie. Kort efter aftales det, at drengen Jens flytter ind i det fine hus i Bredgade. Jens føler sig hjemme i huset, virker som om han kender stedet, og bliver snart alles yndling, ikke mindst Jacobs, som en ”Drømmer hvis Drømme gaar i Opfyldelse”. Kun Emilie holder ikke af drengen, som gør hende usikker.:104-112 
Den følgende vinter forandrer Jens sig gradvist, bliver mere stille og tænksom. Hans tanker kredser nu meget om madam Mahlers hus, hvor der var mørkt, trangt, beskidt og fyldt med rotter. Han bliver kort tid efter syg og sengeliggende, og i det tidlige forår dør han. Et par måneder senere betror Emilie Jacob, at Jens faktisk var et barn, hun fik sammen med Charley Dreyer. Hun elskede Charley, men aldrig drengen.:113-124 

### Fra det gamle Danmark
En tidlig sommermorgen i midten af 1200’tallet ligger den 27-årige kong Erik af Danmark vågen i sin seng og tænker over sit liv og sin skæbne. Gennem vinduet kan han se en lille stjerne på nattehimlen, som gør ham urolig. Han tænker på sin oplevelse ti år tidligere, da han i Ribe så den evige jøde, og hans tanker kredser om Jerusalem på Jesu tid; men også om sin ungdoms mange fornøjelser, sammen med gode venner og skønne kvinder. Nu er mange af dem døde i krigen, som han fører mod sine lensmænd, og kongen føler sig ensom, men forbundet med Gud, og med jomfru Maria. Da det lysner og den første fuglesang lyder, falder kongen endelig i søvn.:125-128 
Næste dag falder hans tanker på Granze, en vendisk træl, hvis far var blevet hjembragt med biskop Absalons korstog mod de hedenske vendere på Rügen, og som den unge prins Erik fik som legekammarat. Der kommer nu bud om, at præsten Sune Petersøn, en anden barndomsven, er hjemkommet fra sin studierejse til Paris og er i nærheden, og kongen sender bud efter ham. Sammen rider de to sig en tur, idet kongen aflyser sine aftaler for dagen, med besværlige lensmænd og gejstlige. Sune fortæller om Paris, om det fine universitet og livet ved hoffet, om jagt og smukke kvinder. Sune drømmer sig allerede tilbage, men kongen går i rette med ham, ved at spørge, om det er ”Guds Vilje, at Mennesker aldrig kan være lykkelige, men bestandig maa længes bort fra de Steder, hvor de er, til dem hvor de ikke er, og som maaske slet ikke er til?” Sune svarer, at menneskene altid har beklaget sig til Gud over deres liv, og savnet mening med det. Han fortæller en historie om, hvordan Gud oven på sådanne beklagelser tog skikkelse af menneske og gik blandt dem, for at lære dem at kende, og så belærte dem om livets kår og modgang, og tilsidst skænkede dem frelse.:128-133 
Det syntes ham i dette Øjeblik, at han og Granze var hinanden mere lig end to andre Mænd i Danmark kunde være det: - Trællen, der var røvet fra sit eget Folk og aldrig havde kendt nogen af sine Fædres Stamme, og Kongen, der aldrig mellem sine Hofmænd og Tjenere saa sin Ligemand. De var mere ensomme end andre Mennesker, men ogsaa langt visere, hemmelige Magter i Tilværelsen kendte dem og elskede dem.
De to ryttere er nu fra skoven nået ud til klitterne ved kysten, og her finder de trællen Granzes hytte, og de tre gamle venner hilser på hinanden. Mens de smager på Granzes øl, fortæller Granze, at han skam er blevet kristen nu, og har afsværget sin gamle gud Svantevit. Men venderne er stadig bedre end danskerne til at huske forfædrenes bedrifter, mener han. Granze har samme dag fanget en stor fisk, som han nu vil tilberede for sine gæster, men da han skal rense fisken, får hans hånd i fiskens mave fat på noget hårdt, som viser sig at være en guldring, som Granze straks skænker til kongen. Sune fortæller nu historien om den græske kong Polykrates, som var kendt for at lykkes med alting. Da han foreslog kongen af Ægypten, at de skulle gå i forbund sammen, frygtede ægypteren dette held og forlangte, at Polykrates først skulle skille sig af med en del af sin rigdom. Polycrates kastede nu sin seglring i havet, det sjældneste af hans klenodier. Næste dag blev kongen bragt en fisk, i hvis mave man fandt seglringen. Da ægypteren hørte dette, afslog han tilbuddet. Og nogen tid efter blev Polykrates på kong Orontes' ordre dræbt, under et besøg hos ham.:134-139 
Sune fortæller videre, at ringen, som Granze fandt i fiskemaven, har Sune set før, nemlig på hånden af kong Eriks marsk, Stig Andersens smukke kone Ingeborg, som han forleden dag under et besøg roede en tur sammen med ud for Mols, og som på roturen lod sin hånd med ringen glide gennem vandet – hvor hun må have tabt ringen. Kongen lover nu at bringe ringen tilbage til Ingeborg. For guld og ædelsten om halsen og på fingrene af skønne kvinder får ligesom liv og bliver som en del af kvinden.:140-141 

### Alkmene
Engang i 1820’erne i et afsides jysk sogn dør den gamle præst, og en teologisk kandidat, som har fungeret som huslærer for den lokale herremands søn Vilhelm (novellens jeg-fortæller), overtager nu på herremandens foranledning præsteembedet og gifter sig snart efter med sin forlovede. Præstekonen Gertrud, som man i sognet ikke synes er særlig køn, om end Vilhelm godt kan lide hende, bliver i løbet af de næste par år i stigende grad ramt af sorg, fordi hun ikke kan blive gravid, og føde sin mand et barn.:142-145 
Præsten får nu brev fra en gammel studenterkammerat, som i mellemtiden er blevet professor. Præsten betror Vilhelm brevets indhold: Professoren er ”paa forunderlig Vis” blevet betroet en lille seksårig pige ("saa ene og tragisk stillet i Livet, at hun burde være kaldt "Perdita" efter Kongedatteren i Shakespeares Tragedie [Vintereventyret]"), men skriver, han ikke evner at passe barnet, og tilbyder, ganske uforpligtende, præsten og hans kone det. Den lille pige hedder Alkmene, ligesom Herakles’ mor i den græske mytologi. Ligesom i historien ”Det drømmende Barn” beslutter præsteparret sig nu, efter en vis betænkningstid, for at adoptere dette barn, hvilket gør Gertrud ovenud glad og forventningsfuld. Ved juletid og midt i en snestorm henter præsten lille Alkmene hjem til præstegården, hvor hun i den følgende tid bliver overøst med kærlighed og omsorg af Gertrud, som oplever disse første år med barnet som sine lykkeligste nogensinde, selvom barnet også undrer hende lidt, ved tilsyneladende ikke at kende til frygt, og heller ikke rigtig at kende forskel på sandhed og løgn.:145-151 
[Jeg sagde:] ”Du forskrækker dem, dit lille Fæ, naar du løber bort.” Hun svarede: ”Hvorfor vil de ikke lade mig gaa?” [Jeg sagde så:] ”Folk er forskellige. Se nu paa min Fader, jeg kan aldrig gøre ham tilpas, og jeg er ham i Vejen, hvor jeg saa end gaar. Men dine Forældre elsker dig og synes, du er et helt Mirakel her paa Jorden, hvis du bare vil blive hos dem.” Alkmene sad nu i lang Tid ganske tavs, saa spurgte hun: ”Men hvad med de Børn, som ikke bryder sig om, at blive elskede?”
Selv om hun er nogle år yngre end ham, bliver Vilhelm gode venner med Alkmene, som gerne går med ham på jagt og færdes hjemmevant i naturen. Og selv om Gertrud foreslår Alkmene som Vilhelms kommende hustru, afviser han tanken, for de to er blot nære venner. Alkmene, som nu ofte er på kant med sin mor, har fået en uvane med af og til at stikke af hjemmefra, og da Vilhelm engang ved sådan en lejlighed finder den elleveårige pige gående langt ude på heden og bebrejder hende, at hun på denne måde gør sine forældre kede af det, ønsker Alkmene blot, at de ville lade hende være i fred, se citat.:152-156 
I tiden op til Alkmenes konfirmation er hun for første gang sammen med jævnaldrende, som begynder at sladre om, at hun vist ikke er præsteparrets eget barn. Da præsten foreslår sin kone at fortælle Alkmene sandheden om hendes herkomst, bliver Gertrud meget vred og bitter på sin mand, fordi hun er bange for nu helt at miste sin datter. Men overraskende for Gertrud reagerer Alkmene på sandheden om sin herkomst ved igen at knytte sig tættere til hende. På denne tid bliver Alkmene også ven med en bondesøn af god familie, men desværre mentalt forstyrret, og tilmed meget opsøgende i forhold til Alkmene. Præsteparret bliver forskrækkede, og præsten får overtalt gårdmanden til at sende sin gale søn bort fra sognet, til en morbror, hos hvem den unge mand kort tid efter dør, under ”sørgelige og usædvanlige Omstændigheder”.:156-159 
Gertrud beklager sig over, Alkmene ikke passer ordentligt på sit tøj. Men da Alkmene får lov til at kigge på Vilhelms afdøde mors kjoler i en kiste på loftet, beder hun Vilhelm om at måtte få en grøn silkekjole. Hun tager i hemmelighed kjolen på en aften, hvor hun og Vilhelm skal bringe nybagte brød fra Gertrud til den gamle præsteenke, men i stedet går en tur i lunden, hvor Alkmene nyder at bære kjolen. Lidt senere dør en ugift piges nyfødte barn i landsbyen, og pigen udpeger Vilhelm som faderen. Vilhelms far vælger så, for at neddysse sagen, at sende sin søn bort en tid, til Vilhelms onkel på Rugaard på Djursland. Men inden han rejser, opsøger Alkmene ham og afkræver ham sandheden om pigen. Da Vilhelm indrømmer, han er faderen, bliver Alkmene vred på ham, og regner med, Vilhelm nu bliver bortvist og kommer i Helvede. Men hun vil alligevel gerne følges med ham. Da Vilhelm fortæller om sin onkel på Djursland, bliver Alkmene skuffet over ikke at kunne følge ham. Vilhelm lover at komme tilbage til Alkmene.:159-162 
Da Vilhelm vender hjem igen, er der overraskende nyt i præstegården. Alkmene er nemlig blevet stillet en meget stor arv i udsigt, mere end 300.000 rigsdaler, og herover kommer både præsten og hans kone, og Vilhelm og hans far op at skændes. Præsten vil gerne tage imod arven, men Gertrud vil ikke vide af pengene, ikke når beløbet er så astronomisk stort. Og Vilhelms far vil have Vilhelm til omgående at fri til Alkmene, hvilket Vilhelm nægter. Da så Vilhelms far går til præstegården for at fri på sin søns vegne, rejser Vilhelm straks til sin onkel på Rugård.:162-165 
Da han vender tilbage, er præsten død, Gertrud er på besøg hos sin søster, mens hans far er taget på kurophold. Han er derfor alene på herregården, ligesom Alkmene er alene i præstegården. Den nu femtenårige Alkmene får overtalt Vilhelm til at følge hende på en rejse til København, hvor hun har et vigtigt ærinde. Vilhelm indvilliger, også fordi han nu ved, han gerne vil giftes med hende. Alkmenes ærinde er, til Vilhelms forfærdelse, at overvære en henrettelse af en morder. Præsten har engang for Alkmene læst historien fra Goethes Faust om en pige, der har dræbt sit barn og dømmes til døden, og nu vil Alkmene selv opleve henrettelsens advarsel om ikke at gøre ugerninger. Efter henrettelsen opdager Vilhelm på deres gåtur rundt i København, at de på afstand følges af professoren. På sejlturen tilbage til Vejle betror Vilhelm Alkmene, at han gerne ville have giftet sig med hende. Alkmene bebrejder nu Vilhelm, at han ikke mens tid var hjalp hende, over for hendes velmenende forældre, som var imod hende, og som var stærkere end hun.:165-170 
Da Vilhelm besøger sin far på kurstedet, får de brev fra Gertrud. Hun vil forlade præstegården og flytte ud på heden til sin datter, som der har købt jord med henblik på fåreavl, et erhverv Gertrud kender fra sin barndom. Femten år senere er Vilhelm tilfældigvis på rejse i nærheden af Alkmenes gård. Han finder efter nogen tid gården, og træffer Gertrud hjemme, mens Alkmene er på sin månedlige tur til Ringkøbing for at sætte penge i sparekassen. Gertrud er glad for at se ham, og fortæller om sin arbejdsomme, rige og gerrige datter, som af de samme grunde er berømt og berygtet på egnen. Gertrud synes, Alkmene er for hård ved sig selv.:170-173 

### Peter og Rosa
Engang i 1840’erne bor hos præsten i Søllerød to femtenårige unge, nemlig præstens datter Rosa og hendes forældreløse fætter Peter. Det er forår, og de mange trækfugle, som flyver hen over præstegården, vækker igen liv i Peters drøm om at stå til søs, for præsten synes han skal være præst som ham, og holder ham til bøgerne. Peter kom til præstegården som seksårig, og han og Rosa blev dengang hurtigt gode legekammerater. Så for to år siden havde Rosa forandret sig, for en ny verden af magt og skønhed åbnede sig for hende, en verden hun havde for sig selv. Men denne vinter har Peter indhentet hende, er vokset hende over hovedet og er nu foruroligende meget stærkere end hende, i en grad, så hun af og til ønsker, han ville forsvinde.:174-178 
En dag opdager Rosa en sommerfugl, som har overlevet vinteren, flagre mod lyset i vinduet, og hun kravler op i vindueskarmen for at hjælpe den ud. Udenfor kommer Peter i det samme gående, og da han ser den unge pige dér højt oppe i vinduet, går han i stå, for hun minder ham om en galionsfigur på et skib. Peter holder af Rosa, og han beslutter sig for at betro hende sine planer om at stå til søs. Men kun Rosa må høre hans historie, og de aftaler derfor, han skal kravle ind ad vinduet til hende om aftenen, når alle er gået i seng. Siddende på Rosas sengekant fortæller Peter hende, han har båret sig forkert ad og gjort Gud uret, fordi han føler, det er Guds bestemmelse, han skal være sømand og ikke præst. De to unge ligger nu sammen i sengen, og da Peter fortæller, han vil stikke af fra sin stedfar og tage hyre på et skib i Helsingør, siger Rosa, at hun tit har ønsket, han ville stå til søs. Herover bliver Peter så glad og lettet, at han spørger Rosa, om hun vil hjælpe ham med at stikke af. Det lover Rosa, men fortryder næste morgen, efter en væmmelig drøm, hvor hun blev efterladt i en iskold verden; hun er kommet til at holde af Peter og vil alligevel ikke af med ham. Rosa går derfor til sin far og betror ham Peters flugtplaner, og får til gengæld af faderen tredive rigsdaler, hun skal give til hans kone, der skal bruge pengene til at købe en ko.:180-191 
I præstegårdens køkken fortæller en fiskerkone fra Skovshoved, at isen i Øresund er ved at bryde op, så fiskerne snart igen kan komme på havet. Det vil Peter gerne se, og han vil gerne have Rosa med. Mens de går gennem skoven ned mod havet, fortæller Peter en historie fra de syv have, men Rosa hører ikke rigtig efter. For da hun mærker de 30 pengestykker i sin lomme, slår det hende, at hun over for Peter har gjort præcis som Judas, da han forrådte Jesus, og at hun nu er fortabt. Nede ved kysten går de to ud på isen, og de leger, at de store isskosser er huse langs kysten, og havnen i Helsingør. De hopper over på en isflage for at komme længere frem, men pludselig er flagen drevet et stykke, så de ikke længere kan komme ind til land. Lidt senere knækker flagen pludselig under dem, og de opsluges af havet, i tæt omfavnelse.:191-203 

### Sorg-Agre
Engang i 1770’erne er herremandens unge nevø Adam taget på en spændende rejse til England, hvor han er ”kommet i Berøring med Tidens store, nye Ideer: om Naturen, om Frihed og Menneskeværd, om sand Retfærdighed og Skønhed”. Adam drømmer om at rejse til den nye verden i Amerika, og da hans fætter, herregårdens arving, går hen og dør, netop som han er blevet forlovet, og herregårdens arvefølge derfor ikke længere er sikker, er Adam først tøvende med at følge sin mors råd om at vende hjem for at sikre arvefølgen. Da så herremanden selv gifter sig med sin nu afdøde søns unge udkårne, vender Adam alligevel hjem til sin barndoms herregård, i et sommerligt Danmark. Han træffer sin onkel, herremanden, i haven tidligt om morgenen. Adam fortæller, hvordan en ny bog af Johannes Ewald, han er i gang med, har overbevist ham om, de nordiske guder moralsk set var de græske overlegne, idet de sidstnævnte var vægelsindede og grusomme. Onkelen svarer, at når de nordiske guder var mere milde, vennesæle og medynksfulde end deres græske modstykker, var det fordi de græske guder var almægtige, mens de nordiske måtte leve side om side med jætterne.:206-212 
Herremanden fortæller sin nevø, at hans nye lade på Rødmosegård for nylig er brændt ned, og en dreng er mistænkt for at være brandstifter. Drengens mor Ane Marie er gået i forbøn for sin søn hos herremanden, som har tilbudt hende, at hvis hun helt alene kan høste al kornet på en bestemt rugmark på én dag, fra solopgang til solnedgang – hvilket normalt ville kræve tre mands arbejde – vil han lade hendes søn gå fri, ellers stilles han for retten. Og nu her ved solopgang er Ane Marie så gået i gang med at høste rugmarken.:213-215 
Lidt senere er herremandens unge hustru vågnet. Hun er af god adelig familie, er vokset op ved hoffet, og blev af herremanden omhyggeligt udvalgt som hustru til hans søn, og nu, efter sønnens død, som herremandens hustru, som skal føde ham en arving. Hun trives godt med sit nye liv på landet, men er dog på det seneste begyndt at føle en vis tomhed og ensomhed i sit liv. På en køretur forleden så hun den nærliggende landsbys unge piger bade nøgne i åen, hvilket nu får hende til at tænke på sin egen nøgne krop, under sin fine kniplingsbesatte natkjole.:216-220 
Ud på eftermiddagen er Ane Marie, trods det steghede vejr, nået så overraskende langt med høstarbejdet, at hun måske godt kan blive færdig med marken inden solnedgang. Adam er dog oprørt over sin onkels umenneskelige krav til den stakkels mor til den mistænkte dreng, som for ham er udtryk for det væmmelige i herremandens enevældige magt over sine undersåtter. Inspireret af at læse Ewalds bog, som onkelen om morgenen lånte af sin nevø, belærer den gamle nu den unge om tragediens og komediens natur, om hvordan det tragiske passer sig for enfoldige og laverestående mennesker, mens omvendt den ”sande guddommelige Kunst er det komiske”, og tegn på en sand aristokratisk natur.:221-224 
Ridefogeden dukker op og fortæller, alle folkene har nedlagt høstarbejdet og i stedet er forsamlede på rugmarken, hvor de tavst overværer Ane Maries kraftpræstation, med håndfuld for håndfuld at fatte om rugaksene med sin venstre hånd og skære dem af med seglen i sin højre. Adam bønfalder sin onkel, nu på fransk, om at lade Ane Marie slippe, når nu hun så stærkt har vist sin vilje til at redde sin søn, men onklen svarer, også på fransk, at han har givet Ane Marie sit ord og ikke tænker at bryde deres aftale; en herremand skal jo være til at stole på. Adam kan nu ikke længere holde situationen ud og beslutter sig for at forlade herregården og sin onkel, og rejse til Amerika. Onklen ønsker ham held og lykke i Amerika: ””Og tag da Tjeneste der,” sagde han, ”hos den Magt, som vil give dig et bedre Vilkaar end dette: at du med dit eget Liv kan købe din Søns.”” Ved disse ord falder Adam hen i tanker, og hans afsky for onklen vendes efterhånden til medfølelse. Og han beslutter sig for at blive.:224-234 
Ane Marie når at høste de allersidste aks af den store rugmark, netop som solen går ned, og herremanden siger derfor ”Hendes Søn er fri, Ane Marie!” Den voldsomt udmattede kone bruger et par øjeblikke på at forstå budskabet, og falder så død om, i sin søns arme. Senere sætter herremanden på stedet en sten med en indhugget segl, og folk på egnen kalder herefter denne mark for ”Sorg-Agre”.:236-237 

### En opbyggelig Historie
Her møder læseren igen Charlie Despard, som også optræder i ”Den unge mand med nelliken”. På en cafe i Paris møder Charlie sin meget berejste ven og landsmand Æneas Snell, og de to venner begiver sig ud i en livlig diskussion af kunstens og kunstnerens vilkår, hvor Charlie sammenligner sit forhold til sit publikum med Guds forhold til den Job, hvis tro han afprøvede. For Charlie at se er kunstværker dobbeltsidige, idet de både kan være ”skønne og fuldkomne” og på samme tid ”hæslige, latterlige og fuldkommen mislykkede”.:238-244 
• Livet og Døden er to aflaasede Skrin, og det ene indeholder Nøglen til det andet.

• Manden og Kvinden er to aflaasede Skrin, og det ene indeholder Nøglen til det andet.

• Fyrsten og Tiggeren, de rige og de fattige her i vor Verden, er to aflaasede Skrin, hvoraf det ene gemmer Nøglen til det andet!
Æneas svarer igen ved at fortælle en historie, han selv har oplevet. På en rejse til Persien var han en tid livlæge for landets hersker og kom her i kontakt med den unge tronarving, prins Nazrud Din, som var både reformivrig og venligtsindet over for sine kommende undersåtter. Han forklædte sig derfor som tigger og gik rundt i Teherans gader for at lære sit folk at kende nedefra. Dette bekymrede dog hans embedsmænd, især da det rygtedes, at prinsen havde en dobbeltgænger, som også gik rundt forklædt som tigger. Æneas blev nu udpeget til at ledsage og beskytte prinsen på sine ture rundt i byen, hvor de to gav sig til at lede efter dobbeltgængeren. De fandt ham, siddende op ad bymuren, og bemærkede, hvordan byens borgere syntes at behandle ham med stor respekt, trods det han var tigger. Da prinsen afkrævede dobbeltgængeren en forklaring på, hvorfor han tiggede og hvorfor folk syntes at respektere ham, svarede Fath, som han hed, at han såmænd var tigger, men fordi han lignede prinsen så utroligt, troede folk at han var prins Nazrud Din, som havde forklædt sig som tigger. Prinsen, den rigtige prins, ville nu vide, om ikke Fath havde tænkt sig at benytte sig af sin lighed med prinsen til at opnå fordele derved, men hertil svarede Fath, at det ville han ikke, for han var tigger af profession og det ville han fortsætte med at være. Prins Nazrud Din besluttede herefter ikke længere at gå rundt i sin by i forklædning.:245-259 

## Diverse
Novellen De blå øjne er medtaget i visse udgivelser.[kilde mangler]